# Манфред Теппен
Манфред Теппен (англ. Manfred Toeppen, 3 вересня 1887 — 18 липня 1968) — американський плавець і ватерполіст.
Бронзовий призер Олімпійських Ігор 1904 року.